# Burgess Meredith

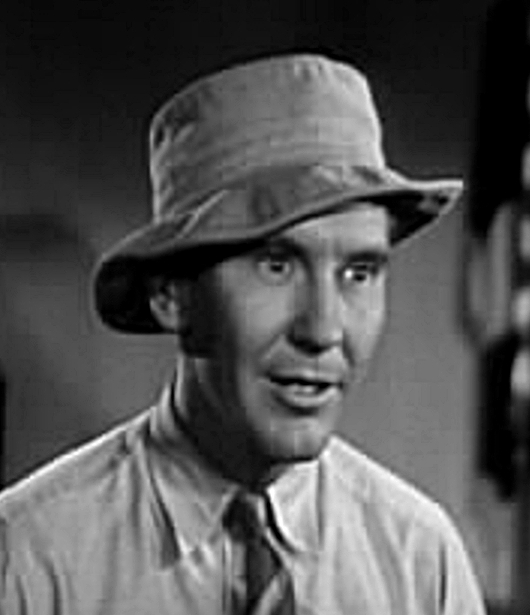
Meredith i Dans efter noter 1940.

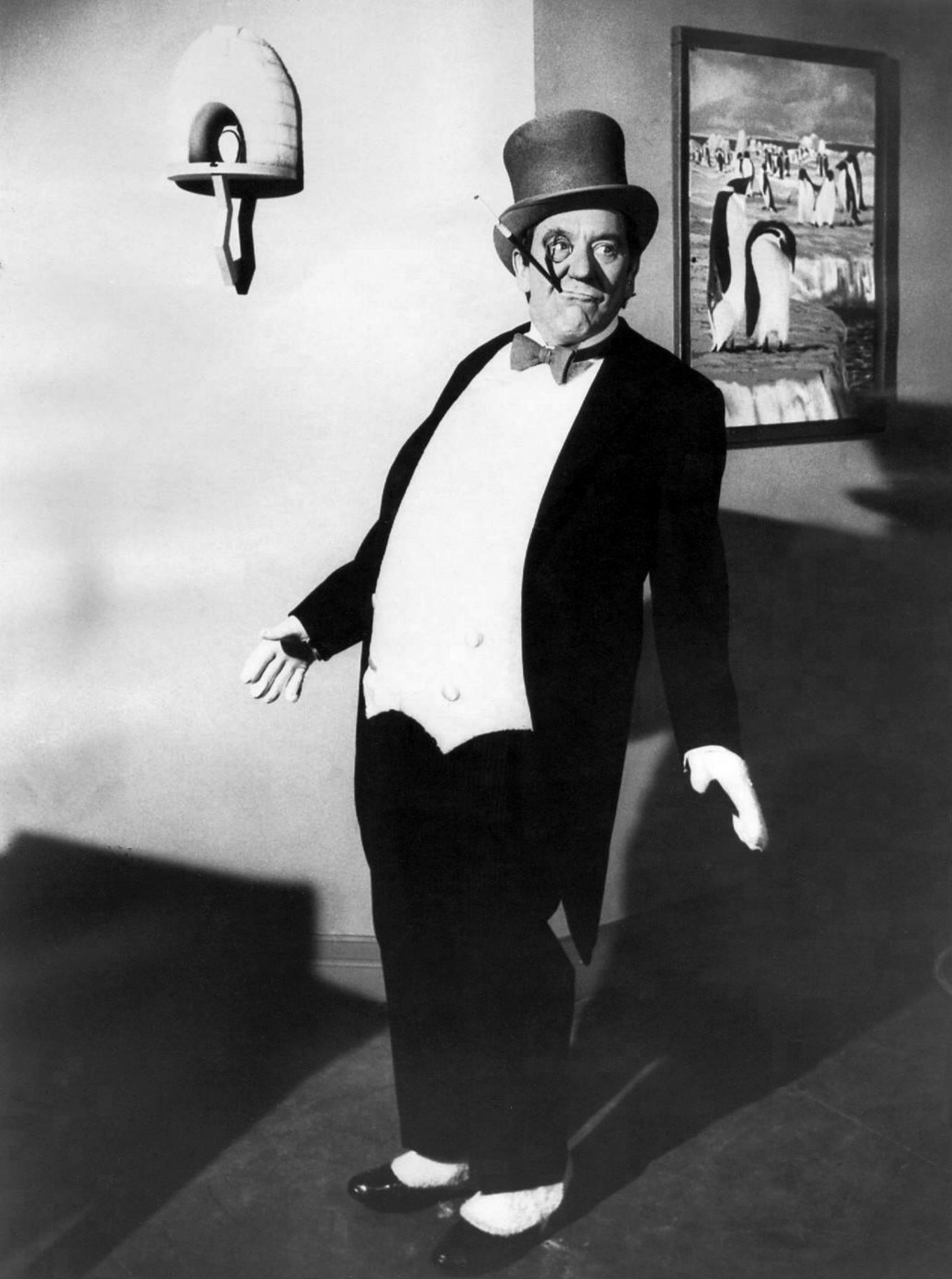
Meredith som Pingvinen i Läderlappen 1966.

Oliver Burgess Meredith, född 16 november 1907 i Cleveland i Ohio, död 9 september 1997 i Malibu i Kalifornien, var en amerikansk skådespelare.

## Biografi
Meredith gjorde scendebut 1929. Han gjorde stor succé 1935 i pjäsen Winterset, en framgång som han upprepade på film året därpå. Under andra världskriget tjänstgjorde han i amerikanska flygvapnet. Under en period på 1950-talet var han bannlyst i Hollywood då han misstänktes vara kommunist.
I sitt tredje äktenskap (1944–1949) var han gift med skådespelaren Paulette Goddard.
Åren 1966-1968 spelade Meredith Pingvinen i tv-serien Läderlappen. På senare år blev han känd för sin roll som Mickey, Rocky Balboas tränare i Rocky-filmerna.
Meredith avled av Alzheimers sjukdom och melanom.

## Filmografi
- 1936 – Under New Yorks broar
- 1939 – Dårskapens marknad
- 1939 – Möss och människor
- 1940 – Dans efter noter
- 1941 – Om tycke uppstår...
- 1941 – Korsdrag i paradiset
- 1945 – Krigskorrespondenten
- 1946 – En kammarjungfrus memoarer (även producent)
- 1948 – Kom och blås! (även producent)
- 1949 – Mannen i Eiffeltornet (även regi)
- 1949 – Döden lägger pussel
- 1962 – Storm över Washington
- 1963 – Kardinalen
- 1966 – Madame X
- 1965 – Första segern
- 1966 – Hurry Sundown
- 1966 – Batman
- 1966 – Full hand i Dodge City
- 1967 – Skräckens ansikte
- 1966–1968 – Läderlappen (TV-serie)
- 1968 – Elvis - vildast i västern
- 1968 – Skidoo
- 1969 – Mackennas guld
- 1969 – Hårda bud
- 1970 – Det var en gång en skurk...
- 1973 – Prickskytten
- 1974 – Gräshopporna
- 1974 – Jakten på de 7 guldnålarna
- 1975 – Hindenburg
- 1976 – Ondskans redskap
- 1976 – Rocky
- 1976 – Hyreskontrakt med döden
- 1977 – Manitou - indianernas djävulsrit
- 1977 – Den stora bankbluffen
- 1977 – Det gyllene mötet
- 1978 – Den fantastiske kapten Nemo
- 1978 – Magic
- 1978 – Tjejen som visste för mycket
- 1979 – Rocky II
- 1980 – I sista sekunden
- 1980 – Den sista jakten
- 1980 – Utrikesreportern
- 1981 – Avslöjandet
- 1981 – Gudarnas krig
- 1982 – Rocky III
- 1985 – Jultomten
- 1987 – King Lear
- 1988 – Månsken över Blue Water
- 1990 – State of Grace
- 1990 – Rocky V
- 1993 – Griniga gamla gubbar
- 1995 – Det otroliga äventyret
- 1995 – Gamla gubbar – nu ännu grinigare

## Teater

### Regi
| År   | Produktion     | Upphovsmän   | Teater                       |
| ---- | -------------- | ------------ | ---------------------------- |
| 1951 | Lo and Behold! | John Patrick | Booth Theatre, New York, USA |